# Магнус Корт Нилсен
Магнус Корт Нилсен (дан. Magnus Cort Nielsen; 16. јануар 1993) дански је професионални бициклиста који тренутно вози за UCI про тур тим — Уно—Х мобилити. По једном је освојио Класик де Алмерија трку, класификацију за најагресивнијег возача на Вуелта а Еспањи и Арктик рејс оф Норвеј. Остварио је побједе на све три гранд тур трке, шест на Вуелти, двије на Тур де Франсу и једну на Ђиро д’Италији.
Професионалну каријеру је почео 2014. године, када је остварио преко десет побједа, након чега је 2015. прешао у аустралијски ворлд тур тим Орика—гринеџ. Године 2016. возио је прву гранд тур трку — Вуелта а Еспању и остварио је двије етапне побједе, обје у групном спринту. Године 2017. освојио је Класик де Алмерија трку и завршио је Лондон—Сари класик на другом мјесту, док је 2018. возио Тур де Франс по први пут и остварио је једну етапну побједу.
Године 2019. Остварио је етапну побједу на Париз—Ници и освојио је брдску класификацију на Дојчланд Туру, док је 2020. остварио етапну побједу на Вуелта а Еспањи. Године 2021. остварио је по једну етапну побједу на Руте д‘Окитани трци и на Париз—Ници, док је у финишу сезоне остварио три етапне побједе на Вуелти и освојио је класификацију за најагресивнијег возача. Године 2022. остварио је једну етапну побједу на Тур де Франсу, био је лидер брдске класификације на шест етапа и добио је награду за најагресивнијег возача на двије етапе. На четвртој етапи, срушио је рекорд Федерика Бамонтеса по броју освојених брдских циљева заредом, са укупно девет заредом од почетка Тура.
Године 2023. остварио је етапну побједу на Ђиро д’Италији, чиме је постао 106 возач који је остварио побједе на све три гранд тур трке и трећи Данац који је то постигао.